# Verrucachernes sublaevis
Espèce
Verrucachernes sublaevis est une espèce de pseudoscorpions de la famille des Chernetidae.

## Distribution
Cette espèce est endémique de la Nouvelle-Guinée occidentale en Indonésie. Elle se rencontre vers la baie Maffin.

## Description
Le mâle holotype mesure 2,2 mm.

## Publication originale
- Beier, 1965 : Die Pseudoscorpionen Neu-Guineas und der benachbarten Inseln. Pacific Insects, vol. 7, no 4, p. 749-796 (texte intégral).